# Подгай (Ровненская область)
Подгай (укр. Підгай) — село в Острожецкой сельской общине Дубенского района Ровненской области Украины.
Население по переписи 2001 года составляло 27 человек. Почтовый индекс — 35115. Телефонный код — 3659. Код КОАТУУ — 5623884702.

## История
В 1946 г. Указом Президиума ВС УССР хутор Кнерут переименован в Подгай.
До 2020 года входило в Млиновский район.